# أطروحة فيلير الأسرع
أطروحة فيلير الأسرع (بالإنجليزية: Feiler Faster Thesis أو FFT) هي أطروحة أكاديمية، أو حجة مدعومة، في الصحافة الحديثة تشير إلى أن الوتيرة المتسارعة للمجتمع تقابلها (وربما تدفعها) قدرة الصحفيين على الإبلاغ عن الأحداث والرغبة العامة في الحصول على المزيد من المعلومات.

## الأصل
يعود الفضل في هذه الفكرة إلى بورس فيلر وكان أول من عرفها مايكي كاوس في منشور الرابع والعشرين من فبراير 2000 على مدونة كاوسفايلز (Kausfiles) ومقالة نشرت بمجلة سليت على شبكة الإنترنت تحت عنوان «سياسة أسرع: 'الزخم' ليس كما كان عليه» (Faster Politics: 'Momentum' ain't what it used to be). ولم يطلق كاوس على هذه النظرية اسم «أطروحة فيلير الأسرع» حتى مقالته في 9 مارس 2000.
في المقال الأصلي، يصف كاوس اتجاهين: تسريع دورة الأخبار وضغط الجدول الزمني للانتخابات التمهيدية للانتخابات العامة الأمريكية لعام 2000. حيث كتب كاوس: «يرى فيلر أن علينا وضع هذين الاتجاهين معًا--وعندما نفعل ذلك، يخفف الاتجاه 1 من تأثير الاتجاه 2.» ويستخدم كاوس الملاحظة لإعادة تقييم مفهوم الزخم في السياسة، مشيرًا إلى أنه يوجد الآن فرص أكثر لتحول النتيجة وأن الناخبين قادون في الأغلب على الحفاظ على ذلك.

## تنقيح التعريف
فيما يتعلق بتفسير كاوس الثاني في مقالة لاحقة فهو أوسع نطاقًا وأكثر إيجازًا:
تتسم دورة الأخبار بأنها أكثر سرعة هذه الأيام، ويعود الفضل في ذلك إلى كبل أخبار يعمل 24 ساعة والويب وخبير الانتقال الذي يبحث عن زوايا جديدة وغيرها. ونتيجة لذلك، تصبح السياسة قادرة على التحرك بصورة أسرع أيضًا، لأن ديمقراطيتنا تتعلم كيف تعالج معلومات أكثر في وقت أقصر ولمعالجتها بشكل مريح وبنفس هذه الوتيرة السريعة. [التأكيد في المصدر]

## التطبيق
تعود الفكرة إلى كتاب جايمس جليك الصادر عام 1999 بعنوان أسرع (Faster)، والذي يرى أن وتيرة المجتمع الغربي والمجتمع الأمريكي على وجه الخصوص قد ارتفعت وأن «ضغط الوقت يمثل سمة الحياة في هذا القرن». حيث يوثق جليك الطرق التي ساهمت في تسريع العمل والوقت الذي يمضيه الناس في القيام بمهام متنوعة، من بينها النوم. كما أشار إلى أننا «تعلمنا أن نضع الكفاءة نصب أعيننا كهدف، وهو ما يعني أن ندفع أنفسنا بجد.» فملاحظة جليك الرئيسية تتلخص في أن «يقول بعضنا إننا نريد توفير الوقت عندما نريد القيام بالمزيد من الجهد».
وفي بعض الأحيان، يساء تفسيرها على أنها مجرد وصف لتقصير دورة الأخبار، والتي تُغطى في الواقع بوصفها جزءًا من ملاحظات جليك الأصلية. وفي منشور له عام 2005، ذكر كاوس هذه الاختلافات: «تذكر أن أطروحة فيلير الأسرع لا تقول إن المعلومات تتحرك بسرعة بالغة هذه الأيام. (جميعنا يعرف ذلك!) وتقول الأطروحة إن الناس يشعرون بالراحة أثناء معالجة هذه المعلومة بما يبدو وكأنها سرعة بالغة» [التأكيد في المصدر]

## وصلات خارجية
- Kausfiles: “Faster Politics”, the Kausfiles blog post where Kaus first described the thesis
- Slate: “Faster Politics”, the Slate version of the same article
- Slate: “Kausfiles Battles for the Vital Center!”, Kaus's second, broader, definition of the idea
- “Do You Wanna Go Faster?”, Kera Bolonik's review